# نيسرية مكاكية
نيسرية مكاكية (الاسم العلمي:Neisseria macacae) هي نوع من البكتيريا تتبع جنس النيسرية من فصيلة نظيرات النيسرية.